# 江戸っ子
江戸っ子（えどっこ、江戸っ児）とは、徳川時代の江戸で生まれ育った住民を指した言葉で、特定の気風を持った者を指す事が多い。

## 概要
江戸時代初頭の日比谷入江の埋立などにより、江戸城と武家屋敷を取り巻く広大な惣構（そうがまえ）が構築され、江戸は「大江戸八百八町」とも称される大都市へと発展を遂げ、近世日本を代表する都市のひとつとなった。武家による都市の生成とともに、その立地から各町に商工業が隆盛し、江戸文化にみえる気質を持った都市住民（町人）が各町で成立した。俗謡の「意気な深川、いなせな神田（佃節）」などに代表される、このような気質を持った江戸庶民を「江戸っ子」と称した。

### 成立
江戸住民を指す呼称としては、古くは「江戸もの」と呼び、明和以前には「江戸っ子」という表現は見受けられない。文献上の最古のものは明和8年（1771年）に作られたと思われる川柳「江戸ッ子のわらんじをはくらんがしさ」という句である。また寛政9年（1797年）発行の洒落本『廓通遊子』にも江戸っ子という表記が見られる。文化文政年間頃には「江戸っ子」を自称するものが増加しているという指摘がなされている。この頃には江戸っ子は「浅薄で、向こう見ずで、喧嘩っ早い」という形容が成されていた。
浜田義一郎、石母田俊、西山松之助らは江戸っ子の成立は明和期からであるとし、三田村鳶魚、竹内誠、川崎房五郎は文化文政期に成立したと見ている。また西山は江戸っ子概念の源流は宝暦期の紀伊國屋文左衛門・奈良屋茂左衛門といった、遊郭で男伊達を競った豪商たちにあるとしている。
江戸時代に近世日本を代表する都市のひとつとなった江戸は、武家の町として発展するとともに、特色ある文化や気質を持った江戸庶民（都市住民）が派生した。

## 江戸っ子の概念
多くの研究者は江戸っ子の性格として「見栄坊」「向こう見ずの強がり」「喧嘩っ早い」「生き方が浅薄で軽々しい」「独りよがり」などの点をあげている。また「江戸っ子は三代続いて江戸生まれでなければならない」という概念もよく知られている。また江戸っ子の性格をあらわす表現としては「江戸っ子は五月の鯉の吹き流し」、「江戸っ子の生まれ損ない金を貯め」という川柳に見られるような「江戸っ子は宵越しの銭は持たない」という金離れの良さを著した言葉がある。現代に見られる類型的な江戸っ子像として「金離れが良く、細かい事にはこだわらず、意地っ張りで喧嘩早く、駄洒落ばかり言うが議論は苦手で、人情家で涙にもろく正義感に溢れる」・「いきでいなせ」などと表現される短気・気が早い、などとも言われ、江戸っ子気質（えどっこかたぎ）などとも呼ばれている。
江戸っ子の研究の先駆者である三田村鳶魚はこうした「江戸っ子」はいわゆる町の表通りに住む「町人」とは異なり、裏店の長屋に住む火消し、武家奉公人、日雇いの左官・大工などが江戸っ子の頭分にあたるとしている。三田村は東海道中膝栗毛や浮世床等で江戸っ子をからかったものが多いのは、こうした「江戸っ子」達が本を読むことがない無学な者であったからとしている。三田村は幕末に至る景気後退の中で、こうした江戸っ子達は徐々に姿を消していったとしている。
1980年（昭和55年）に『江戸っ子』を著した西山松之助は、江戸時代に著された江戸っ子に関する書籍を調査し、江戸っ子を「自称江戸っ子」と「本格の江戸っ子」に分類した。それによると「徳川将軍家のお膝元である江戸に生まれ」、「宵越しの金を使わない」、「乳母日傘で過ごした高級町人」、「市川團十郎を贔屓とし、『いき』や『はり』に男を磨く生きのいい人間」が本格の江戸っ子像であるとし、「喧嘩っ早い」などの性格はこの変形や半面に過ぎないとした。
天明期の戯作者山東京伝は、こうした江戸っ子をデフォルメし「江戸っ子」を自称する人物を作品に登場させた。京伝は1787年(天明7年)発刊の『通言総籬』において、気負いだった空回りする江戸っ子を描き、多くの支持や亜流を産んだ。『通言総籬』には以下のような江戸っ子の口上が記載されている。
金の魚虎（しゃちほこ）をにらんで、水道の水を産湯に浴びて、お膝元に生まれ出でては、拝搗の米を喰って、乳母日傘で長（ひととなり）、金銀の細螺はじきに、陸奥山も卑きとし、吉原本田の髣筆の間に、安房上総も近しとす、隅水（隅田川）の鮊も中落は喰ず、本町の角屋敷をなげて大門をは、人の心の花にぞありける、江戸っ子の根性骨、萬事に渡る日本ばしの真中から･･･（後略）—山東京伝『通言総籬』、
しかし寛政の改革によってこうした著作は反体制的であるとして弾圧された。一方で天明期の戯作の支持者であった魚河岸の魚問屋、札差達は「江戸っ子」概念に誇りを持ち、継承していった。一方で西山は文化文政期になると、下層町民が文化活動に参加するようになり、江戸っ子を自称して空威張りをはじめるようになったとしている。

## 近代・現代文化における「江戸っ子」

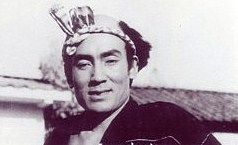
大友柳太郎が演じる一心太助。『天下の御意見番を意見する男』（1947、大映）

明治期以降は江戸落語、講談、映画などで江戸っ子の姿が描かれてきた。この時期に広まった代表的な江戸っ子像が一心太助であり、映画やテレビ番組で広く知られた。江戸落語では、「山王権現、神田明神の信者（氏子、檀家）」「古町に生まれた者」「親子3代にわたって江戸下町に生まれ暮らした町人」などとされている。『粗忽長屋』や『大山詣り』『たらちね (落語)』など、江戸っ子を登場人物とする演目が多く見られる。「熊五郎・八五郎（熊さん・八っつぁん）」はこうした江戸落語に登場する、「長屋に住む江戸っ子」の代表的なキャラクターである。
小説では夏目漱石の『坊っちゃん』の主人公が、江戸っ子を自負する人物として描かれている。またテレビドラマ・映画シリーズ「男はつらいよ」の主人公・車寅次郎、漫画では『こちら葛飾区亀有公園前派出所』の両津勘吉、『もーれつア太郎』のア太郎などが江戸っ子のキャラクターとして知られている。
下町の出身であるビートたけしは、江戸っ子的なキャラクターを演じる事が多い。鬼瓦権造や火薬田ドンといったキャラクターなどはその典型である。たけしはおりからの漫才ブームで上方言葉を擬した話し方が蔓延した中で、江戸言葉で通すことを意識していた。旧江戸地区以外の全国にも江戸っ子気質を広く知らしめている。

## 現代の住人としての江戸っ子
江戸期から代を重ねた住人と、明治の東京改称以後に代を重ねた住人とを区別して「東京っ子（とうきょうっこ）」と呼称することがある。概ね東京旧市内の地域の住人の間で、同じ地域内で代を重ねた住人に対し「（地域名）っ子」の名称を好んで使う傾向にある（神田っ子、下谷っ子、本所っ子、深川っ子など）。
「ちゃきちゃきの～」という言葉を冠して表現されることもあるが、これは「生粋の江戸っ子である」という強調の意味である。もとは長男の長男を意味する「嫡嫡」がなまった言葉。
東京一極集中に伴い日本全体では14歳以下の子供の人数は減少し続けているが、東京都だけは増加しており、2019年（平成31/令和元年）現在では10人に1人がいわゆる東京っ子という状況になっている。